# Transportes Urbanos de Braga
Os Transportes Urbanos de Braga, normalmente designados por TUB, é uma empresa municipal portuguesa, de transporte de passageiros. Tem como principal objetivo servir as populações do concelho de Braga.

## História

### O Carro Americano
Em 1877 são iniciadas as obras para a instalação dos carris para o chamado carro Americano, que foi inaugurado a 19 de Maio. A Carris de Braga, companhia concessionária das linhas, foi fundada por Francisco A. Peixoto Gama. No entanto, pouco tempo após a fundação, por dificuldades financeiras foi adquiria por um abastado capitalista bracarense, Manuel Joaquim Gomes.
O depósito e oficina do carro Americano situava-se onde hoje se encontra o Centro Comercial Avenida, na avenida Central.
A primeira linha atravessava o centro de Este para Oeste. Iniciava-se na Avenida Central (depósito), percorrendo a Rua do Souto, Arco da Porta Nova, Campo das Hortas e terminando na recente estação ferroviária de Braga. Mais tarde foi prolongada para Este, pela rua de São Victor, rua Nova de Santa Cruz, estrada do Bom Jesus até ao Santuário do Bom Jesus do Monte.
Em 1886 é inaugurada a segunda linha. Partindo da Avenida Central, Rua dos Capelistas, Campo da Vinha, Rua dos Biscainhos, terminando no Campo das Hortas na primeira linha.
O sistema de tração animal atingiu uma extensão máxima de 9134 m; perdurou em funcionamento após a introdução da tração a vapor e foi substituído pelo modo elétrico ao mesmo tempo que esta, a 17 de Outubro de 1914.

### Elevador do Bom Jesus do Monte

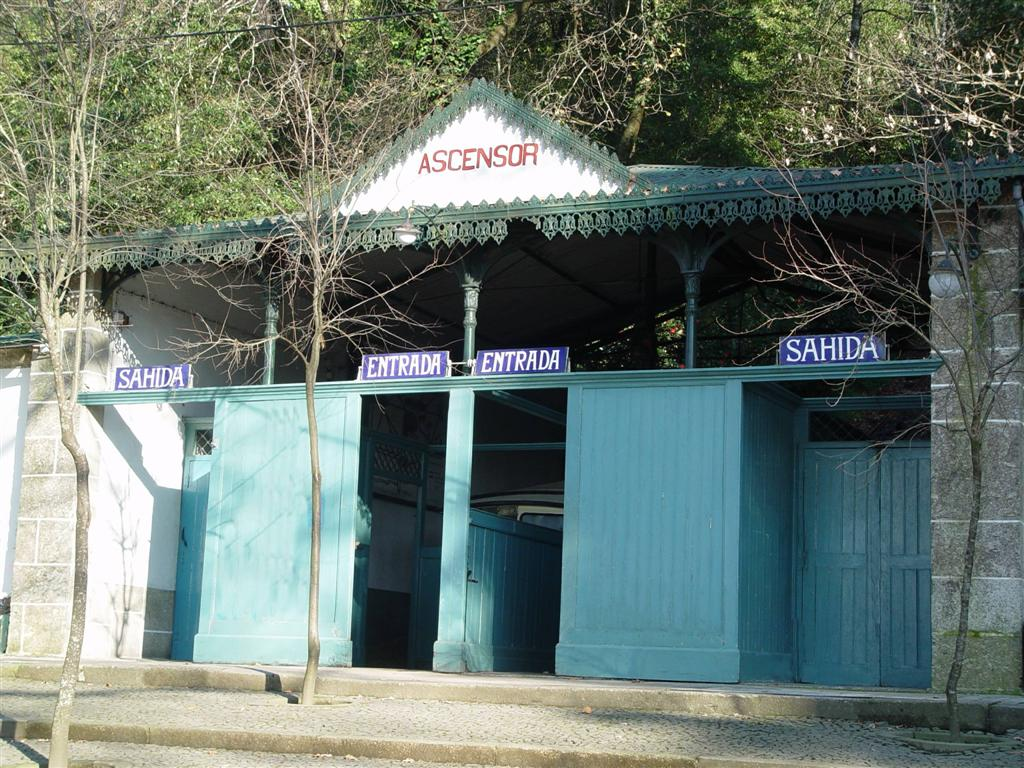
Entrada para o elevador no sopé do monte (século XXI).

Com o aumento de peregrinos ao Bom Jesus do Monte a utilizar o carro Americano, que lotavam o carro Americano, os cavalos que o puxavam não conseguiam vencer o grande desnível da estrada Real do Bom Jesus do Monte. Para tal, existia em reserva nos dias mais intensos uma junta de bois para auxiliar na tração.
No entanto esta solução não era de todo uma boa solução. Joaquim Gomes contrata então o engenheiro suíço Niklaus Riggenbach para construir um ascensor para vencer o desnível. A construção foi então iniciada em 1880, e a 25 de Março de 1882 foi inaugurado. A linha um do carro Americano passa a ir apenas até ao pórtico do Bom Jesus do Monte. Foi o primeiro funicular construído na Península Ibérica. A partir desta data a companhia passou a designar-se de Carris e Ascensor.

### O comboio urbano a vapor

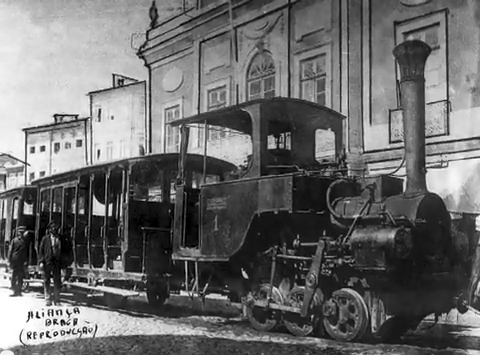
Composição com locomotiva e duas carruagens, ao virar do século.

Com o bom desempenho do novo ascensor, a linha um do carro Americano não conseguia manter o ritmo nem a frequência necessária para abastecer o ascensor. Foi então feito um novo investimento no final da década de oitenta, adquiriu-se duas máquinas a vapor para melhorar o desempenho da linha um. Assim, na linha um, a tração passou de animal para a vapor.
No entanto, com o decorrer do tempo, foram surgindo problemas com a circulação das máquinas a vapor. A população que vivia ao pé da linha queixava-se da trepidação, barulho e as faúlhas. A velocidade com que circulavam dentro da cidade era também considerada elevada. O Atheneu Commercial, actual Associação Comercial de Braga, fez imensa pressão na Câmara Municipal para interditar a circulação das máquinas a vapor. E no dia 8 de Julho de 1891, o traçado entre a estação de caminhos de ferro e a Rua Nova de Santa Cruz voltou a ser feito através de tração animal, sendo o resto do percurso feito por tração a vapor.

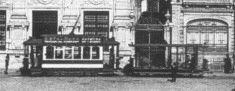
Elétrico de Braga nos inícios do séc. XX.

### O elétrico
Em 1905 a Companhia Carris e Ascensor lança o projeto para substituir toda a rede por composições elétricas, e em 1914 os carros americanos e vapor foram substituídos pelo elétrico. Na década de 1920 a linha um e dois passaram a ser designadas como apenas linha um, e foi criada uma nova linha dois. A rede foi definitivamente encerrada em 1963, sendo substituída pelos tróleis de Braga. Os carris perduraram até aos anos oitenta do século XX.

### Autocarros e Troleicarros
Em 1948 a câmara municipal de Braga adquire autocarros Leyland para completar a rede de elétricos dentro da cidade, e cria circuitos cidade periferia. A grande diferença de idades e tecnologia entre os antigos elétricos e os novos autocarros pôs os elétricos em decadência. E em 1963 os elétricos foram definitivamente encerrados, sendo substituídos pelos troleicarros, que entraram em funcionamento no dia 28 de Maio de 1963. No entanto a estadia dos troleicarros em Braga foi curta acabando em 10 de setembro de 1979. Os oito tróleis que existiam, foram vendidos aos Serviços Municipalizados de Coimbra. 
No ano 1968 a câmara municipal entrega a concessão da rede novamente a privados. A empresa escolhida foi a SOTUBE, empresa detida por um empresário Vimaranense. 

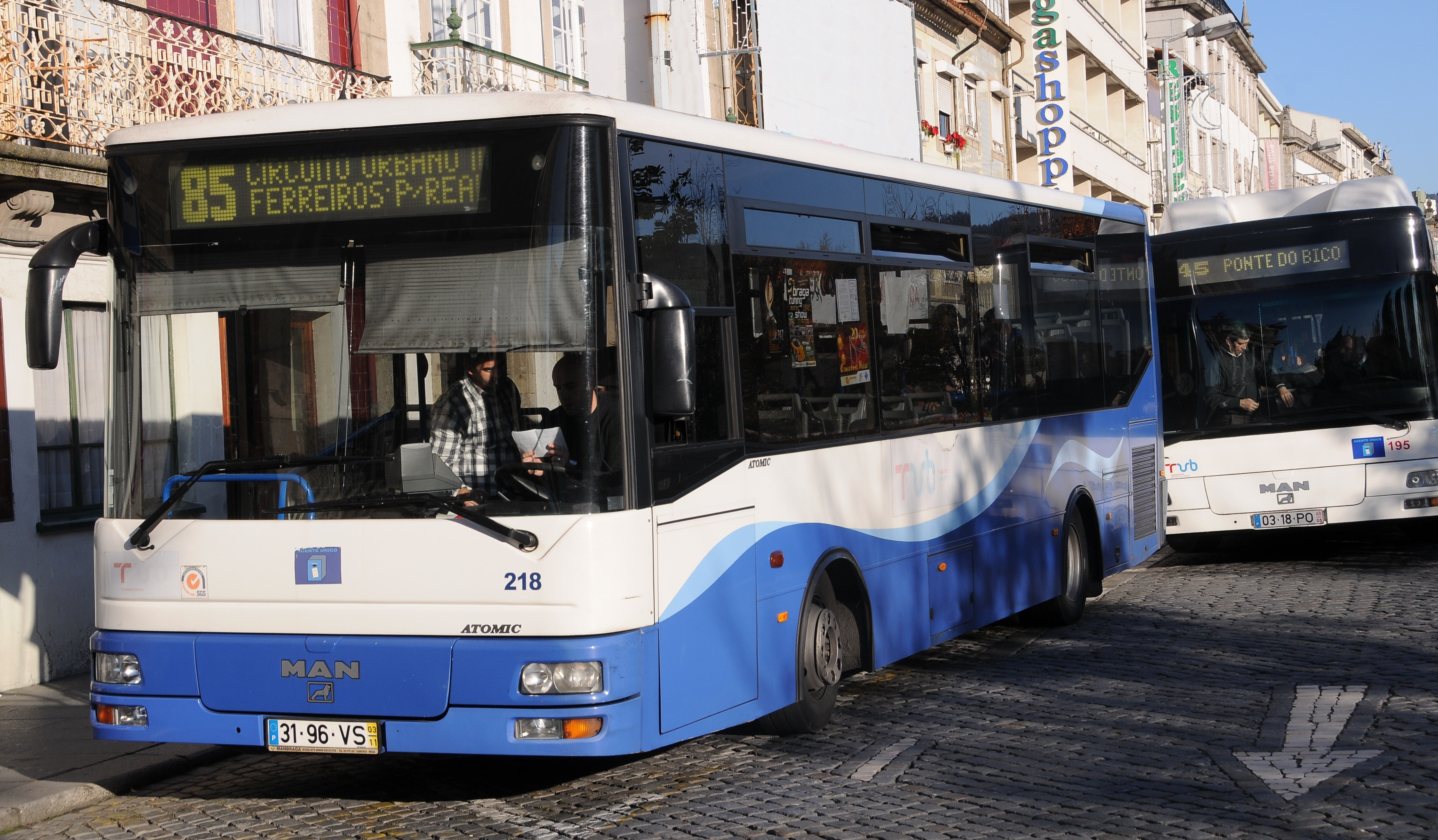
Autocarro dos TUB em 2009.

Em fevereiro de 1982 a câmara municipal readquire a concessão da rede e funda a actual empresa Transportes Urbanos de Braga, TUB. É feito um grande investimento na compra de várias viaturas Magirus/Iveco e Volvo. Só cerca vinte anos depois, em 2000, é que a TUB torna a fazer um investimento de relevo com a compra de viaturas MAN movidas a gás.

### Século XXI
Com a massificação do transporte próprio e uma rede desatualizada face à necessidade da cidade os Transporte Urbanos de Braga entram novamente em declínio, com perdas anuais de milhares de passageiros. O não investimento por parte do governo português em relação à TUB, entre outros operadores públicos de pequenas e médias cidades, ao invés dos avultados investimentos por parte do governo nas operadoras públicas das cidades de Lisboa (Carris) e Porto (STCP), aumenta ainda mais as dificuldades financeiras da empresa.[carece de fontes?] Em 2014, um autarca do Barreiro considerou que este é um tipo de «serviço público raro, apenas existente em cinco concelhos no país»
Em janeiro de 2024, foram adquiridos mais 12 autocarros totalmente elétricos, passando os TUB a ter um total de 43 veículos elétricos (de um total de 143 viaturas).

#### Metrobus
A possibilidade de um metrobus na cidade de Braga foi proposta pelo Presidente da Câmara Ricardo Rio em 2020 a propósito do Programa Nacional de Investimentos 2030 (PNI 2030). Em 2021, antes das eleições autárquicas, Ricardo Rio voltou a reforçar a sua vontade de um metrobus na cidade, de forma a criar ligações rápidas ao hospital de Braga e aliviar o trânsito. Em 2022, o projeto era um dos candidatas a fundos europeus.
Em maio de 2023, foi finalmente apresentado o projeto do metrobus de Braga, com 4 linhas, 22,5 quilómetros de extensão e 23 estações, a ser construído em duas fases. As primeiras duas linhas (correspondentes a 12,2 quilómetros) representariam a um investimento superior a 100 milhões de euros, financiados pelo Plano de Recuperação e Resiliência (PRR), e o concurso público para as mesmas deveria ser lançado no último trimestre desse ano, sendo que as obras estariam concluídas em 2026.
Em abril de 2024, foram anunciados planos mais concretos da duas linhas da primeira fase: a Linha Amarela ligaria a Avenida Robert Smith à Estação de Comboios através das Avenidas Frei Bartolomeu dos Mártires, Padre Júlio Fragata e António Macedo, com passagem ainda pelo Centro Coordenador de Transportes de Braga (CCTB) e Praça Conde de Agrolongo (com 6 quilómetros de extensão e 10 estações), e a Linha Vermelha faria a ligação entre a Estação de Comboios e o Hospital de Braga através das Avenidas Imaculada Conceição, João XXI e João Paulo II (com 6,2 quilómetros e 10 estações). Foi também revelado que o concurso para o estudo prévio seria lançado em breve, "ao qual se seguirá o projeto de conceção e implementação que terá a duração prevista de cerca de seis meses e, posteriormente, irá decorrer todo o processo de construção”.

## Linhas
Em dados de 2021, opera 76 carreiras:
- 2 Ponte de Prado ⇆ Bom Jesus◲◴☷
- 3 Avenida Central ⇆ Ruães◲◴☷
- 5 Dume ⇆ Quinta da Capela [⚒]◲◴☷
- 6 Av. General Norton de Matos ⇆ Gondizalves / Semelhe◲◴☷
- 7 São Mamede d’ Este ⇆ Celeirós◲◴☷
- 8 Rua 25 de Abril ⇆ Sete Fontes◲◴☷
- 9 Ruães ⇆ Nogueira (Barral)◲◴☷
- 12 Av. Liberdade ⇆ Lageosa / Pedralva (via Gualtar)◲◴☷
- 13 Av. General Norton de Matos ⇆ Lageosa / Pedralva◲◴☷
- 14 Praça Conde de Agrolongo ⇆ Priscos◲◴☷
- 18 Rua do Raio ⇆ Pinheiro do Bicho (via Esporões)◲◴☷
- 19 Areal ⇆ Boavista◲◴☷
- 20 Rua do Raio ⇆ Escudeiros (via Ponte Nova) [☙]◲◴☷
- 21 Praça Conde de Agrolongo ⇆ Tadim◲◴☷
- 23 Av. General Norton de Matos ⇆ Espinho / Sameiro◲◴☷
- 24  Sequeira ⇆ Gualtar◲◴☷
- 31 Rua 25 de Abril ⇆ São Mamede d’ Este (Rola) [⚒]◲◴☷
- 32 Praça Conde de Agrolongo ⇆ Aveleda◲◴☷
- 33 Avenida Central ⇆ Cabreiros◲◴☷
- 34 Av. Liberdade ⇆ Guisande◲◴☷
- 35 Praça Conde de Agrolongo ⇆ Tebosa / Guisande◲◴☷
- 36 Av. General Norton de Matos ⇆ São Julião Passos◲◴☷
- 37 Av. General Norton de Matos ⇆ Cunha / Arentim◲◴☷
- 38 Rua do Raio ⇆ Morreira◲◴☷
- 39 Rua do Raio ⇆ Trandeira (via Esporões)◲◴☷
- 40 Circuito Urbano I ↺◲◴☷
- 41 Circuito Urbano II ↺◲◴☷
- 42 Residência Universitária ⇆ Universidade do Minho◲◴☷
- 43 Estação C.F. ⇆ Universidade do Minho◲◴☷
- 44 Avenida Central ⇆ Praia Fluvial de Adaúfe◲◴☷
- 45 Nogueira (Hospital Privado) ⇆ Ponte do Bico [⚒]◲◴☷
- 46 Praça Conde de Agrolongo ⇆ Póvoa◲◴☷
- 50 Praça Conde de Agrolongo ⇆ Mosteiro de Tibães / Padim da Graça◲◴☷
- 52 Monte d’ Arcos ⇆ Merelim (São Roque)◲◴☷
- 53 Av. General Norton de Matos ⇆ Semelhe / Gondizalves◲◴☷
- 54 Praça Conde de Agrolongo ⇆ Misericórdia◲◴☷
- 57 Rua do Raio ⇆ Santa Marta◲◴☷
- 58 Rua do Raio ⇆ Pinheiro do Bicho (via Ponte Nova)◲◴☷
- 59 Rua do Raio ⇆ Escudeiros (via Esporões) [☙]◲◴☷
- 60 Av. Liberdade ⇆ Figueiredo (Sobrado)◲◴☷
- 63 Rua 25 de Abril ⇆ São Pedro d’ Este◲◴☷
- 66 Cabreiros ⇆ Gualtar◲◴☷
- 70 Rua do Raio ⇆ Trandeiras (via Pinheiro do Bicho)◲◴☷
- 72 Avenida Central ⇆ Monte do Ouro◲◴☷
- 73 Avenida Central ⇆ Navarra / Pousada◲◴☷
- 74 Camélias ⇆ Hospital◲◴☷
- 76 Celeirós ⇆ Av. Liberdade (via Pinheiro do Bicho)◲◴☷
- 80 Sete Fontes ⇆ Espírito Santo◲◴☷
- 81 Avenida Central ⇆ Moínhos (via Adaúfe)◲◴☷
- 83 Av. Liberdade ⇆ Lageosa / Pedralva◲◴☷
- 84 Praça Conde de Agrolongo ⇆ Ruílhe / Cachada◲◴☷
- 85 Circuito Urbano III ↺◲◴☷
- 87 Estação C.F. ⇆ Hospital◲◴☷
- 88 Rua do Raio ⇆ Espinho / Sameiro◲◴☷
- 89 Gondizalves / Semelhe ⇆ Nogueira (Barral)◲◴☷
- 90 Padim da Graça ⇆ Nogueiró◲◴☷
- 91 Priscos ⇆ São Pedro d’ Este◲◴☷
- 92 Avenida Central ⇆ Monte do Ouro / Moínhos◲◴☷
- 93 Avenida Central ⇆ Cunha / Arentim◲◴☷
- 94 Ponte Pedrinha ⇆ Montélios◲◴☷
- 95 Minho Center ⇆ Nova Arcada◲◴☷
- 96 Hotel Lamaçães ⇆ E. Leclerc◲◴☷
- 501 Avenida Central ⇆ Parque Industrial Adaúfe (via Pitancinhos)◲◴☷
- 900 Avenida Central ⇆ Hospital◲◴☷
- 907 Misericórdia ⇆ São Mamede d’ Este◲◴☷
- 911 Avenida Central ⇆ Padim da Graça◲◴☷
- 914 Avenida Central ⇆ Priscos◲◴☷
- 920 Avenida Central ⇆ Escudeiros (via Ponte Nova)◲◴☷
- 928 Avenida Central ⇆ Navarra◲◴☷
- 933 Avenida Central ⇆ Cabreiros◲◴☷
- 935 Avenida Central ⇆ Guisande◲◴☷
- 937 Avenida Central ⇆ Arentim◲◴☷
- 942 Universidade do Minho ⇆ Avenida Central◲◴☷
- 943 Estação C.F. ⇆ Universidade do Minho◲◴☷
- 945 Avenida Central ⇆ Ponte do Bico◲◴☷
- 949 Avenida Central ⇆ Ruães◲◴☷

Legenda:
- ◴ horários  •  ◲ mapas  •  ☷ lista de paragens (“espinha”)
- ⚒ só em dias úteis  •  ☙ só aos sábados, domingos, e feriados

## Observações
1. ↑  Braga, Aveiro, Coimbra, Portalegre, e Barreiro.[3]